# Săcel (Harghita)
Pour les articles homonymes, voir Săcel.
Săcel (en hongrois : Székelyandrásfalva) est une commune du județ de Harghita en Roumanie.